# Susperia
Susperia är ett norskt symfoniskt black metal-band som bildades oktober 1998 av Tjodalv och Cyrus.
Bandet kallade sig från början Seven Sins men då det existerade flera andra band med samma namn så ändrades så småningom namnet till Susperia. Namnet togs från en film med namn Suspiria men stavningen ändrades för att undvika rättighetsproblem. Det finns ett annat band som också tog sitt namn från denna filmen men behöll korrekt stavning.
Cyrus är för närvarande sessionbasist i Dimmu Borgir.

## Medlemmar
Nuvarande medlemmar
- Cyrus (Terje Andersen) – gitarr (2000– )
- Elvorn (Christian Hagen) – gitarr (2000– )
- Memnock (Håkon Didriksen) – basgitarr (2000– )
- Tjodalv (Ian Kenneth Åkesson) – trummor (2000– )
- Bernt Fjellestad – sång (2015– )

Tidigare medlemmar
- Athera (Pål Mathiesen) – sång (2000–2015)

Turnerande medlemmar
- Mustis (Øyvind Johan Mustaparta) – keyboard (2010–2011)
- Bernt Fjellestad – sång (2009, 2014–2015)
- Mjødulv (Tommy Nikolaisen) – gitarr (2014– )

Medlemmar i "Seven Sins"
- Memnock – basgitarr (1998–2000)
- Tjodalv – trummor (1998–2000)
- Elvorn – gitarr (1998–2000)
- Cyrus – gitarr (1998–2000)
- Mustis – keyboard (1998–2000)
- Athera – sång (1998–2000)

## Diskografi
Demo
- Illusions of Evil – (2000)

Studioalbum
- Predominance – (2000)
- Vindication – (2002)
- Unlimited – (2004)
- Cut from Stone – (2007)
- Attitude – (2009)
- The Lyricist – (2018)

EP
- Devil May Care – (2005)

Singlar
- "Nothing Remains" – (2011)

Samlingsalbum
- Predominance / Vindication (2CD) – (2007)
- We Are the Ones – (2011)